# تشانغ تشاو
تشانغ تشاو (بالصينية: 张超) هو لاعب تنس الطاولة صيني، ولد في 7 يناير 1985.